# Jean Garnier
Jean Garnier (Parigi, 11 novembre 1612 – Bologna, 26 novembre 1681) è stato un gesuita, filologo, storico e patrologo francese.

## Biografia
Jean Garnier nacque a Parigi l'11 novembre 1612. Entrò nella Compagnia di Gesù nel 1628 all'età di sedici anni e, dopo avere terminato il corso di studi, insegnò prima discipline umanistiche e successivamente filosofia, a Clermont-Ferrand (1643-1653), e teologia a Bourges (1653-1681). Nel 1681, fu inviato a Roma su incarico del suo ordine ma si ammalò lungo il viaggio e morì a Bologna.
Garnier era considerato uno dei gesuiti più colti del suo tempo, era esperto di storia del Cristianesimo e fu molto consultato su difficili casi di coscienza.

## Opere
Nel 1618 pubblicò l'editio princeps del Libellus fidei inviato alla Santa Sede durante la polemica pelagiana da Giuliano di Eclano. Garnier corredò l'opera di note e e vi aggiunse un commento storico.
Nel 1655, scrisse le Regulae fidei catholicae de gratia Dei per Jesum Christum che pubblicò a Bourges. Nel 1673, pubblicò a Parigi l'Opera omnia di Marius Mercator (morto a Costantinopoli dopo il 451). L'edizione è divisa in due parti. La prima parte contiene gli scritti di Mercator contro i pelagiani. Garnier vi aggiunse sette dissertazioni:
1. "De primis auctoribus et praecipuis defensoribus haeresis quae a Pelagio nomen accepit"
2. "De synodis habitis in causa Pelagianorum"
3. "De constitutionibus imperatorum in eadem causa 418-430"
4. "De subscriptione in causa Pelagianorum"
5. "De libellis fidei scriptis ab auctoribus et praecipuis defensoribus haeresis Pelagianae"
6. "De iis quae scripta sunt a defensoribus fidei catholicae adversus haeresim Pelagianorum ante obitum S. Augustini"
7. "De ortu et incrementis haeresis Pelagianae seu potius Caelestianae".

Il cardinal Noris (3, 1176) considerò queste dissertazioni di grande valore e affermò che, se le avesse lette in tempo, non avrebbe scritto le sue opere sull'argomento. Nella seconda parte dell'opera, Garnier traccia una breve panoramica sulla storia del Nestorianesimo dal 428 al 433 e sugli scritti di Mercator su questa eresia. Garnier aggiunse al volume due trattati sull'eresia e sugli scritti di Nestorio, e sui sinodi che si occuparono dell'eresia nestoriana tra il 429 e 433. Garnier fu molto apprezzato dagli studiosi per la sua eccezionale conoscenza storica, ma ricevette anche critiche severe a causa dei pregiudizi che talvolta influenzano i risultati delle sue indagini (Tillemont, "Mémoires ecclés.", XV, 142; Cotelier, "Monum. Eccl. Graec." III, 602).
Nel 1675 Garnier pubblicò a Parigi il Breviarum causae Nestorianorum (composto prima del 566 da Liberato di Cartagine), emendando il testo in molti punti e aggiungendovi un apparato di note e una dissertazione sul secondo Concilio di Costantinopoli. Nel 1678 scrisse il Systema bibliothecae collegii Parisiensis S.J., un'opera considerata molto preziosa per i bibliotecari.
Nel 1680 curò un'edizione del Liber Diurnus Romanorum Pontificum da un antico manoscritto e vi aggiunse tre saggi:
- De indiculo scribendae epistolae
- De ordinatione summi pontificis
- De usu pallii.

Nel secondo saggio tratta il caso di Papa Onorio, che Garnier considera innocente dalle accuse di monotelismo. Nel 1642, Sirmond aveva pubblicato in quattro volumi le opere di Teodoreto di Cirro (morto nel 455); Garnier vi aggiunse un "Auctarium", che tuttavia non fu pubblicato fino al 1684. Si compone di cinque saggi: (1) "De ejus vita"; (2) "De libris Theodoreti"; (3) "De fide Teodoreti"; (4) "De quinta synodo generali"; (6) "De Theodoreti et orientalium causa". In questi saggi Garnier si dimostra piuttosto severo con Teodoreto e lo condanna immeritatamente.
Un altro lavoro postumo di Garnier, il Tractatus de officiis confessarii erga singula poenitentium genera, fu pubblicato a Parigi nel 1689.
- (LA) Giuliano di Eclano, Juliani, eclanensis episcopi, Libellus fidei, missus ad sedem apostolicam in causa Pelagianorum. Prodit nunc primum ex codice veronensi, cum notis et dissertationibus tribus historicis Joan. Garnerii, a cura di Jean Garnier, Parisiis, apud Sebastianum Mabre-Carmoisy, 1673. URL consultato il 19 luglio 2019.
- (LA) Marius Mercator, Marii Mercatoris S. Augustino aequalis Opera quaecumque extant. Prodeunt nunc primum studio Joannis Garnerii Societatis Jesu presbyteri, qui notas etiam ac disserationes addidit, a cura di Jean Garnier, Parisiis, apud Sebastianum Mabre-Carmoisy, 1673. URL consultato il 19 luglio 2019.
- (LA) Jean Garnier, Systema bibliothecae Collegii Parisiensis Societatis Jesu, Parisiis, excudebat Sebastianus Mabre-Carmoisy, 1678. URL consultato il 19 luglio 2019.
- (LA) Jean Garnier (a cura di), Liber diurnus romanorum pontificum ex antiquissimo codice ms. nunc primum in lucem editus, opera et studio Joannis Garnerii,... qui notas dissertationesque addidit, Parisiis, apud Vam E. Martini et G. Martinum, 1680. URL consultato il 19 luglio 2019.